# Sainte-Hélène-de-Chester
Pour les articles homonymes, voir Sainte-Hélène et Chester.
Sainte-Hélène-de-Chester est une municipalité du Québec située dans la municipalité régionale de comté d'Arthabaska et la région administrative du Centre-du-Québec. Cette municipalité comprend les petits villages de Sainte-Hélène-de-Chester et de Trottier Mills.

## Toponymie
La municipalité est d'abord appelé Chester-Est parce qu'elle englobe la partie orientale du canton de Chester, proclamé en 1802. La municipalité du canton de Chester-Est, change son nom et son statut pour celui de Sainte-Hélène-de-Chester le 3 mai 2008.

## Géographie
La rivière Bulstrode traverse le sud-est de la municipalité en coulant vers le nord-est.

## Démographie
| 1996 | 2001 | 2006 | 2011 | 2016 | 2021 |
| ---- | ---- | ---- | ---- | ---- | ---- |
| 333  | 361  | 357  | 358  | 374  | 384  |

## Administration
Les élections municipales se font en bloc pour le maire et les six conseillers.
| Sainte-Hélène-de-Chester Maires depuis 2001                                                                          |                  |         |          |
| Élection | Maire            | Qualité | Résultat |
| 2001 | Lionel Fréchette |         | Voir     |
| 2005 | Lionel Fréchette | Voir    |          |
| 2009 | Lionel Fréchette | Voir    |          |
| 2013 | Lionel Fréchette | Voir    |          |
| 2017 | Lionel Fréchette | Voir    |          |
| 2021 | Christian Massé  |         | Voir     |
| Élection partielle en italique Depuis 2005, les élections sont simultanées dans toutes les municipalités québécoises |                  |         |          |